# (107638) Wendyfreedman
(107638) Wendyfreedman est un astéroïde de la ceinture principale.

## Description
(107638) Wendyfreedman est un astéroïde de la ceinture principale. Il fut découvert le 15 mars 2001 à l'Observatoire Junk Bond par David Healy. Il présente une orbite caractérisée par un demi-grand axe de 2,58 UA, une excentricité de 0,15 et une inclinaison de 8,6° par rapport à l'écliptique.

## Compléments